# 杨树湾镇
杨树湾乡，是中华人民共和国辽宁省朝阳市朝阳县下辖的一个乡镇级行政单位。

## 行政区划
杨树湾乡下辖以下地区：
平房村、徐家村、梁东村、报马营子村、河东村和河西村。